# Always (album av Aziza Mustafa Zadeh)
Skiva nummer två släppt av jazzpianisten Aziza Mustafa Zadeh 1993 genom vilken hon vann SONYs "Echo Prize" och "Phono Academy Award".

## Spårlista
1. Always - 4:39
2. Heartbeat - 7:37
3. Crying Earth - 6:29
4. A.J.D. - 6:19
5. Yandi Ganim Daha - 7:30
6. I Don't Know - 4:59
7. Vagif - 6:02
8. Marriage Suite - 5:49
9. Insult - 4:07
10. Kaukas Mountains - 4:53
11. Dangerous Piece - 5:24

## Musiker
- Aziza Mustafa Zadeh - flygel, sång
- John Patitucci - akustisk bas, 6-strängad elektrisk bas
- Dave Weckl - Trummor